# 雙門齒目
雙門齒目（学名：Diprotodontia）又稱袋鼠目，属脊索动物门哺乳纲，是一個包含約120種有袋類動物的目，其中有袋鼠、沙袋鼠、袋熊與無尾熊等。此外還有一些已滅絕的類群，如雙門齒科（Diprotodontidae）與袋獅科（Thylacoleonidae）。
雙門齒目中幾乎全部都是草食動物，少數屬於雜食動物與食蟲動物，不過這些食性可能是原來的草食者經過適應後的結果。
雙門齒目生活於澳大利亞，已知最早的化石屬於漸新世。在大約5萬年前，早期人類到達澳大利亞之後，許多大型的雙門齒目逐漸滅絕。